# Bernhard II av Sachsen
Bernhard II av Sachsen, Bernhard II Billung, född 995, död 29 juni 1059, var hertig av Sachsen och son till hertig Bernhard I av Sachsen (död 1011).
Han tillträdde år 1011 och gifte sig 1020 med Eilika av Schweinfurt.

## Barn
1. Hertig Ordulf av Sachsen
2. Hermann av Sachsen
3. Gertrud av Sachsen
4. Ida av Sachsen
5. Graf Engelbert I av Sponheim